# Bare Kraljske
Bare Kraljske (cyr. Баре Краљске) – wieś w Czarnogórze, w gminie Kolašin. W 2011 roku liczyła 175 mieszkańców.